# The Ramblers

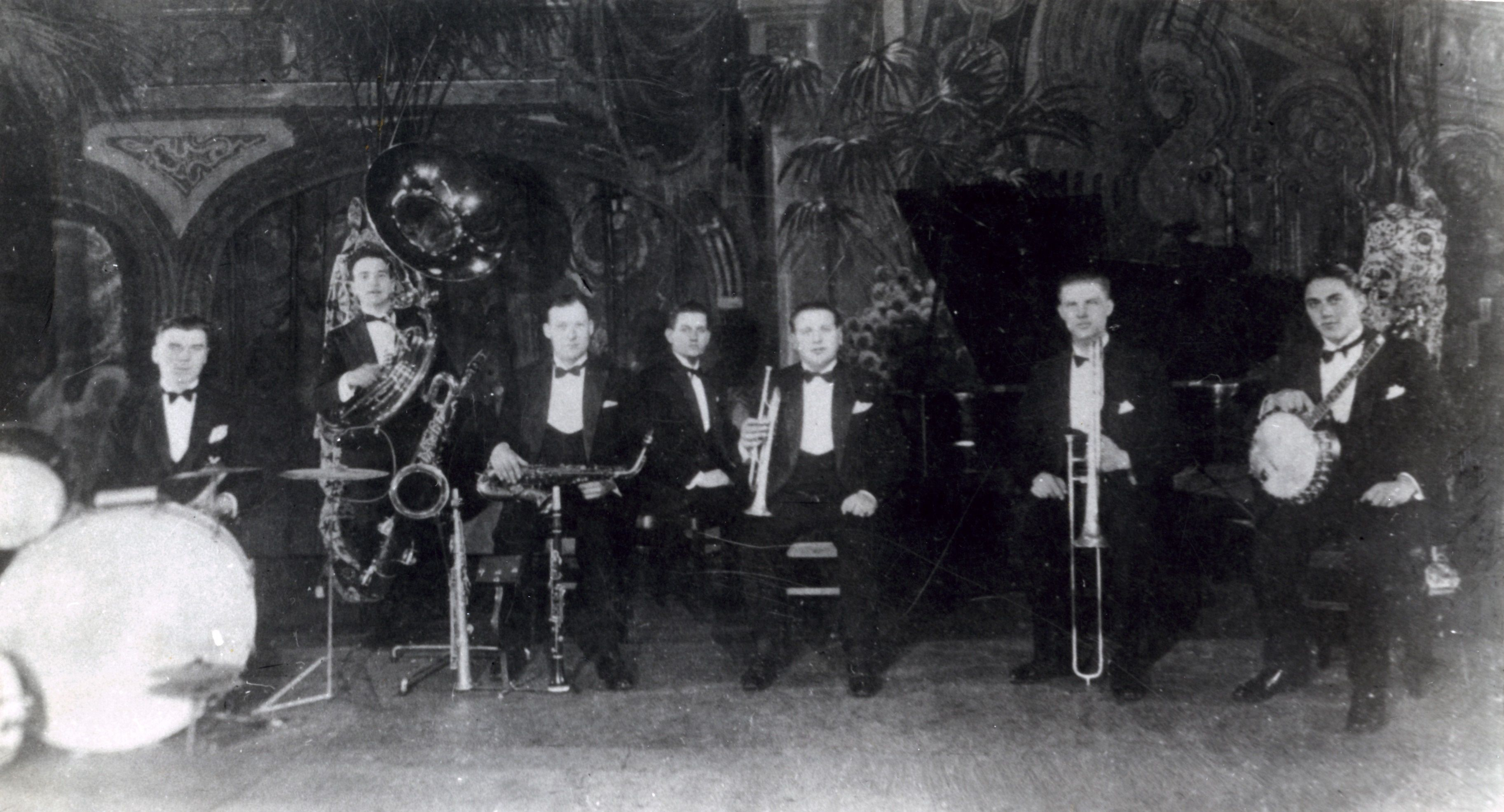
The Ramblers (1926)

The Ramblers is een jazzy dansorkest, dat vooral beroemd is geworden als populair radio-orkest in Nederland in het midden van de twintigste eeuw. Het orkest beschikte over het volledige instrumentarium van de bigbands uit die tijd en bracht een gemengd repertoire van jazz en amusementsmuziek. In de jaren 1930 hadden muziekensembles met dergelijk aanbod enorm veel succes in Europa en aan hun dominantie binnen de jazz kwam pas een einde door de komst van de bebop in de loop van de jaren 1940.

## Beginperiode
The Ramblers werden opgericht op 1 september 1926, als cabaretorkest voor het cabaret La Gaîté in Amsterdam. Onder leiding van Theo Uden Masman groeide het orkest uit tot het bekendste dansorkest van Nederland. De oorspronkelijke bezetting was: 
- Louis de Vries, trompet
- Jan Gluhoff, klarinet en saxofoon
- Gerard Spruyt, trombone
- Theo Uden Masman, piano
- Jac. Pet, banjo
- Kees Kranenburg, drums
- Jack de Vries, sousafoon

De soort muziek die zij speelden kreeg bij de christelijke KRO en NCRV geen voet aan de grond en werd zelfs als minderwaardig beschouwd. In 1933 werd het eerste radioconcert gegeven voor de VARA en er zouden er meer dan tweeduizend volgen. Vanaf 1936 werden The Ramblers zelfs het vaste huisorkest van de VARA. The Ramblers introduceerden de swing in Nederland. Jack Bulterman was de motor achter Nederlandstalige succesliedjes als Wie is Loesje, Het proces van Pietertje Swing, Meneer de baron is niet thuis, De Ramblers gaan naar Artis (van Paul Roda) en Weet je nog wel die avond in de regen?

## Tweede Wereldoorlog
Tijdens de Tweede Wereldoorlog speelden The Ramblers voor de gelijkgeschakelde Nederlandsche Omroep. De Joodse leden Sem Nijveen en Sal Doof werden in 1941 op last van de Nazi’s weggestuurd. Bij de optredens die volgden, waren twee lege stoelen te zien. The Ramblers namen tijdens de oorlog de zorg op zich van de Joodse leden, inclusief gelegenheid tot onderduiken. Doof werd desondanks naar Sobibór gebracht. In 1942 vaardigde het Departement van Volksvoorlichting en Kunsten een verbod uit op "negroïde en negritische elementen in dans- en amusementsmuziek". Een van de maatregelen was dat orkesten geen Engelse naam mochten dragen. The Ramblers veranderden hun naam noodgedwongen in Theo Uden Masman en zijn Dansorkest. Met vernederlandsing tot De Remblers namen de Duitsers geen genoegen, hoewel het orkest hen (met grote tegenzin) ter wille was door op te treden voor de Wehrmacht en Duitse liefdadigheidsinstellingen. Ook scatzingen, het gebruik van dempers en drumstops en ongeveer alles wat jazz tot jazz maakt, was vanaf 1942 verboden.

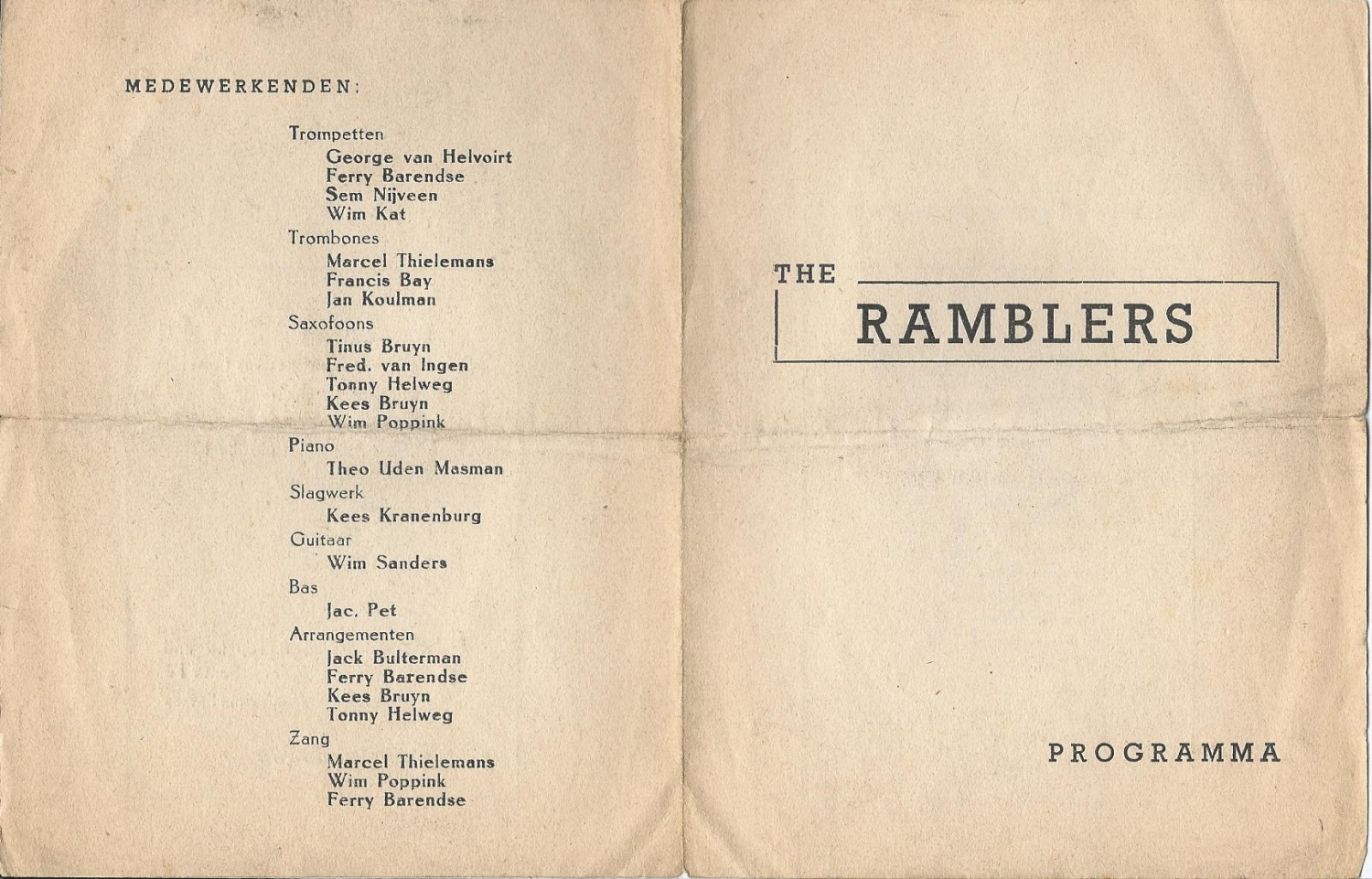
The Ramblers naoorlogs programmaboekje

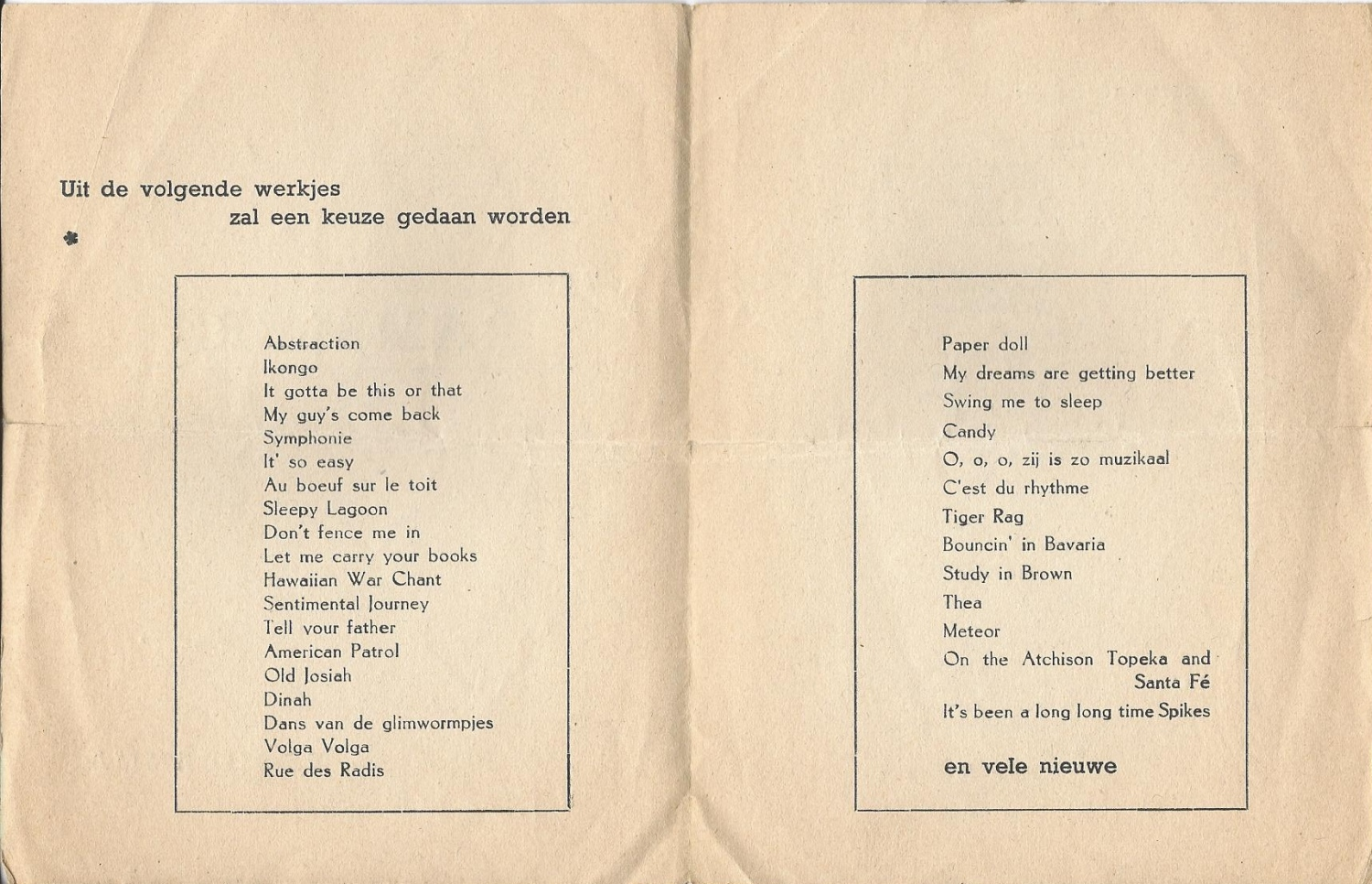
De speellijst waaruit gekozen werd

## Naoorlogse periode
Het feit dat Masman met zijn dansorkest ook tijdens de nazificatie voor de openbare omroep bleef werken, kwam hem na de bevrijding duur te staan. Vooral zijn optredens voor de Wehrmacht en het Nederlandsch Arbeidersfront (de nazi-vakbeweging) werden hem kwalijk genomen. Hij werd beschuldigd van collaboratie, maar desondanks werden The Ramblers ook na de oorlog opnieuw populair. Na de bevrijding kreeg het orkest een speelverbod tot 1 januari 1946 en Masman mocht het orkest niet leiden tot 5 mei 1946. The Ramblers speelden in de eerste maanden na de bevrijding buiten Nederland, onder leiding van drummer Kees Kranenburg. De eerste concerten in Nederland verliepen tumultueus door protesten van verzetslieden. De in de oorlog ontslagen Nijveen keerde na de oorlog weer terug in het orkest. Hij zei over de oorlog: "Ze speelden door om te leven". Hij vond niet dat The Ramblers fout waren geweest en loofde de vasthoudendheid waarmee Masman hem en zijn lotgenoot Doof steeds had beschermd. 
In 1955 traden zij op samen met het Rotterdams Philharmonisch Orkest, waarbij Rolf Liebermanns Concerto for jazzband and symphonic orchestra ten gehore werd gebracht. Ook werd, met matig succes, aansluiting gezocht bij jonge artiesten, zoals Rob de Nijs. Op 31 maart 1964 gaf Masman met The Ramblers het laatste optreden voor de VARA (op 11 april uitgezonden); de VARA ging verder met het VARA-dansorkest onder leiding van Charlie Nederpelt. Een jaar na het gedwongen afscheid overleed Masman.

## Heroprichting
The Ramblers werden in 1974 heropgericht onder leiding van Jack Bulterman en Marcel Thielemans. Het orkest vond een nieuw thuis bij de TROS en bediende de trouwe aanhang met vooral oud repertoire. Oude muzikanten stonden hun plaats af aan nieuwe. In 1997 werd Jacques Schols de nieuwe orkestleider. Onder zijn leiding kregen nieuwe nummers een kans. In 2015 gaf Schols het stokje over aan drummer Cees Kranenburg (zoon van oud-drummer Kees Kranenburg). Deze bracht The Ramblers met succes terug in de theaters, eerst in een theatershow rond het close harmony dameskwartet Sisters en daarna met Joke Bruijs. Deze shows hebben samen bijna vier jaar gelopen. Kranenburg vond dat The Ramblers zich niet moesten profileren als een puur jazzorkest, maar ook de (Nederlandse) succesnummers van weleer in ere dienden te herstellen. Zo keerden composities van onder anderen Bulterman terug in de setlijsten. In Tijd voor Max werd op de televisie met een optreden aandacht besteed aan de revival van The Ramblers.
In 2022 volgde trompettist Loet van der Lee Kranenburg op als orkestleider. Onder zijn leiding is een theatertour met vaste zanger Ronald Douglas en gast-zangeres Janne Schra opgestart. 
Het orkest staat sinds 1992 in het Guinness Book of Records als oudste dansorkest ter wereld, hoewel deze eer in feite te beurt viel aan The Original Victoria Band o.l.v. Ad Houtepen, die al in 1924 werd opgericht.

## Opnamen
Het Nederlands Jazz Archief (NJA) heeft vele cd's uitgebracht met muziek van The Ramblers.

## Bladmuziek
Handgeschreven arrangementen en gedrukte uitgaven van het repertoire van The Ramblers maken deel uit van de omroepmuziekcollectie van de voormalige Muziekbibliotheek van de Omroep. De bladmuziektitels zijn te vinden op muziekschatten.nl, het gros digitaal beschikbaar.

## Trivia
In de roman De Avonden van Gerard Reve figureren de Ramblers als De Zwervers.